# ویرات کوهلی
ویرات کوهلی (انگلیسی: Virat Kohli؛ زادهٔ ۵ نوامبر ۱۹۸۸) بازیکن کریکت اهل هند است. وی کاپیتان تیم ملی کریکت هند بود.
وی در ۱۱ دسامبر ۲۰۱۷ با آنوشکا شارما بازیگر معروف بالیوود ازدواج کرد. وی از این ازدواج صاحب فرزندی به نام امیکا است که در ۱۱ ژانویه ۲۰۲۱ به دنیا آمد.